# Заниматься любовью как порнозвезда
«Заниматься любовью как порнозвезда» (англ. How to Make Love Like a Porn Star: A Cautionary Tale) — автобиография порноактрисы Дженны Джеймсон, опубликованная 17 августа 2004 года. Преимущественно написана соавтором Нилом Страуссом, позже ставшим известным благодаря написанию книги о сообществе пикаперов The Game: Penetrating the Secret Society of Pickup Artists. Опубликована ReganBooks, подразделением HarperCollins. Книга мгновенно стала бестселлером, проведя шесть недель в списке бестселлеров по версии New York Times. Автобиография также выиграла XRCO Award в номинации «Фаворит взрослых СМИ» (Mainstream's Adult Media Favorite) в 2004 году вместе с сериалом Сеймора Баттса «Семейный бизнес» (Family Business).

## Описание
Книга, насчитывающая почти 600 страниц, разделена на главы, пронумерованные римскими цифрами, каждой из которых предшествует эпиграф из сонета Шекспира. Повествование ведётся через серию рассказов от первого лица, интервью с семьей Джеймсон, записи в дневнике похожим на рукописный почерк шрифтом, личные фотографии, сценарии фильмов и комиксы. Книга охватывает жизнь актрисы с детства до первых шагов в шоу-бизнесе в качестве стриптизёрши, живущей вместе со своим парнем — байкером-татуировщком, и заканчивается получением Hot d’Or в Каннах и второй свадьбой. Джеймсон рассказывает о многочисленных изнасилованиях, наркомании, несчастном первом браке и многочисленных романах с мужчинами и женщинами.
Книга была переведена на немецкий язык как Pornostar. Die Autobiographie (ISBN 978-3-453-67504-9) в ноябре 2005 года, на шведский как Att älska som en porrstjärna – en sedelärande berättelse в 2005 году и на испанский как Como hacer el amor igual que una estrella del porno (ISBN 978-84-270-3190-6) в январе 2006 года. Джеймсон посвятила книгу своей покойной матери, Джудит Хант (Judith Hunt).  

## Фильм
Джеймсон выразила заинтересованность в том, чтобы актриса Скарлетт Йоханссон сыграла её в художественном фильме по книге. Однако представитель Йоханссон заявил, что она не заинтересована в такой роли.

## Связанная книга
Страусс написал похожую по названию и тематике книгу «Зарабатывать деньги как порнозвезда» (англ. How to Make Money Like a Porn Star), в основном в формате графического романа и без участия Джеймсон. Книга написана по сюжетам, которые Страусс узнал, исследуя книгу Джеймсон. Как и первая книга, «зарабатывать деньги...» также состоит из материалов различных форматов, в том числе журнальных статей, фейковых рекламных объявлений и раздела с заданиями.

## Рецензии
- The New York Times заявила, что «для начинающих исполнителей это золотая жила»[8].
- Publishers Weekly назвала книгу «удивительно привлекательной и честной грязью»[9].